# Silvio Orlando
Silvio Orlando (Nápoles, 30 de junio de 1957) es un actor italiano.

## Biografía
En 1975, a los 18 años de edad, hizo su debut en Nápoles tocando la flauta en el espectáculo Nascette 'mmiez ’o mare (en el grupo musical del Centro Cultural de la Juventud) con Bruno Tabacchini, Enrico Gonzales y Pablo Stravato. El año siguiente comenzó su carrera como actor en la escena teatral napolitana.
Ha trabajado con numerosos directores italianos como Nanni Moretti, Daniele Luchetti, Paolo Virzì, Michele Placido, Pupi Avati, Gabriele Salvatores y Carlo Mazzacurati entre otros. También participó en varias series de televisión como Zanzíbar, Emilio, Vicini di casa (junto con Teo Teocoli y Gene Gnocchi) y Padri e figli (junto a Vittoria Belvedere y Rocco Papaleo).
En 1988, Orlando dirigió dos obras de teatro escritas por Peppino De Filippo: Don Rafele ’o trumbone y Cupido scherza e spazza. En 1993, dirigido por segunda vez por Gabriele Salvatores fue el protagonista ―junto con Antonio Catania― de Sur. También en 1993 hizo su primer papel dramático en la serie de televisión Felipe ha gli occhi azzurri 2. En 1996 fue uno de los protagonistas de una de las últimas obras del director Sergio Citti, I magi randagi junto a Gastone Moschin y Patrick Bauchau), además de una espléndida participación en Ferie d’agosto, película de Paolo Virzì que analiza la relación entre la izquierda y la derecha en la Italia de Berlusconi.
En 2000 ganó el premio Nastro d’Argento como mejor actor por la interpretación en la película Preferisco il rumore del mare de Mimmo Calopresti. Al año siguiente participó en la película La habitación del hijo de Nanni Moretti, que ganó la Palma de Oro en el Festival de Cannes. Ese mismo año fue uno de los protagonistas de la película Luce dei miei occhi, de Giuseppe Piccioni, donde por primera vez hizo el papel de malo; esta película le valió una nominación a los premios David di Donatello como mejor actor de reparto.
En 2006, como protagonista de la película Il caimano, de Nanni Moretti, ganó el premio David di Donatello como mejor actor. En febrero de 2008 se estrenó la cinta Caos calmo, de Antonello Grimaldi, basada en el libro del mismo nombre de Sandro Veronesi, en el que trabajó junto con el director Nanni Moretti, Isabella Ferrari y Valeria Golino.
En junio de 2008 interpretó un texto de James Lubrano en el espectáculo L’assedio delle ceneri, dirigido por Roberto Paci Dalò y editado por Gabriel Frasca para el Festival de Teatro de Nápoles. En septiembre de 2008 recibió el premio Coppa Volpi como mejor actor en el 65.º Festival Internacional de Cine de Venecia como mejor actor por la película Il papá di Giovanna de Pupi Avati.
El 6 de octubre de 2008 se casó con la actriz María Laura Rondanini, su compañera durante nueve años. La boda tuvo lugar en Venecia, con la presencia del alcalde y filósofo Massimo Cacciari.
En 2008 fue protagonista de la obra L’assedio delle ceneri, de Roberto Paci Dalò.
En 2016, encarnó al Cardinale Voiello, uno de los protagonistas de la serie The Young Pope, dirigida por Paolo Sorrentino, papel que repitió en la secuela de la serie estrenada en 2020, The New Pope.

## Filmografía
- 1987: Kamikazen: última notte a Milano, dirigida por Gabriele Salvatores, como Antonio Minichino.
- 1988: Zanzíbar (episodio «L’anello mancante»), como Doménico.
- 1989: Vaselina roja, dirigida por Nanni Moretti, como el entrenador de Rari Nantes Monteverde.
- 1990: La settimana della sfinge, dirigida por Daniele Luchetti, como ministro.
- 1990: Matilda, como Torquato
- 1991: Vicini di casa (serie de televisión; episodio «Quant'è bello lu primmo ammore...»), como Orlando.
- 1991: Il portaborse, dirigida por Daniele Luchetti, como Luciano Sandulli
- 1992: Un'altra vita, como Saverio
- 1993: Sud, dirigida por Gabriele Salvatores, como Ciro.
- 1993: Arriva la bufera, dirigida por Daniele Luchetti, como Mario Solitúdine
- 1994: Michele va alla guerra, dirigida por Franco Rossi, como Michele
- 1995: La scuola, como Vivaldi
- 1996: La mia generazione, como oficial del ejército
- 1996: Intolerance (segmento «Arrívano i sandali»).
- 1996: Il cielo è sempre più blu, dirigida por Antonello Grimaldi
- 1996: I magi randagi - seconda uscita, como Melchor
- 1996: Vesna va veloce, dirigida por Carlo Mazzacurati
- 1996: Ferie d'agosto, dirigida por Paolo Virzì, como Sandro
- 1997: Nirvana, dirigida por Gabriele Salvatores, como Indian Porter
- 1997: Auguri professore, como el profesor Lípari.
- 1998: Aprile, dirigida por Nanni Moretti
- 1998: Figli di Annibale, dirigida por Davide Ferrario, como Doménico.
- 1998: Pólvere di Napoli, como Ciriaco/Ciarli.
- 1999: Fuori dal mondo, como Ernesto.
- 1999: La vita che verrà (miniserie de televisión), como Nicola.
- 2000: Luce dei miei occhi, como Saverio Donati.
- 2000: Preferisco il rumore del mare, dirigida por Mimmo Calopresti, como Luigi.
- 2001: Il consiglio d'Egitto, como don Giuseppe Vella.
- 2001: La stanza del figlio (La habitación del hijo), como Oscar (un paciente).
- 2001: Il bacio dell'orso dirigida por Serguéi Vladimírovich Bodrov, como el dueño del anillo.
- 2002: El Alamein, la línea del fuoco, como el general
- 2003: Il posto dell'anima, como Antonio.
- 2003: Opopomoz, como Peppino (voz)
- 2006: Il caimano, como Bruno Bonomo
- 2008: Caos calmo, dirigida por Antonello Grimaldi, como Samuele.
- 2008: El padre de Giovanna (Il papá de Giovanna), dirigida por Pupi Avati.
- 2008: La fábbrica dei tedeschi, dirigida por Mimmo Calopresti
- 2009: Ex (Todos tenemos un... ex), como Luca.
- 2009: Il grande sogno, dirigida por Michele Placido, como el coronel de carabineros.
- 2010: La passione, Gianni Dubois.
- 2010: Genitori & figli - Agitare bene prima dell’uso, dirigida por Giovanni Veronesi, como Gianni.
- 2011: Missione di pace, dirigida por Francesco Lagi, como Sandro Vinciguerra.
- 2016: The Young Pope, dirigida por Paolo Sorrentino, como Cardinale Voiello.
- 2020: The New Pope, dirigida por Paolo Sorrentino, como Cardinale Voiello.

## Premios y distinciones
Festival Internacional de Cine de Venecia
| Año  | Categoría                                | Película             | Resultado |
| ---- | ---------------------------------------- | -------------------- | --------- |
| 2008 | Copa Volpi al mejor actor                | El padre de Giovanna | Ganador   |
| 2008 | Premio Francesco Pasinetti - Mejor actor | El padre de Giovanna | Ganador   |

- 1998: David di Donatello como mejor actor de reparto por Aprile.
- 2000: Nastro d’Argento al mejor actor por Preferisco il rumore del mare.
- 2001: Palma de Oro del Festival de Cine de Cannes por La habitación del hijo
- 2006: David de Donatello al mejor actor por Il caimano.
- 2006: nominado a mejor actor en los Premios del Cine Europeo 2006 por Il caimano.
- 2007: Nastro d’Argento al mejor actor por Il caimano.